# Lee Perry Meets the Mad Professor
A Lee Perry Meets The Mad Professor  egy dupla dub album Lee Perrytől.

## Számok

### Chapter One
1. Two Mad Man In Dub 3:11
2. World Peace 3:48
3. Blood Of The Dragoon 3:36
4. Space Dub 2:34
5. Power Dub 3:52
6. Noah's Ark 4:05
7. Recornation 3:29
8. The Other Side Of Midnight 3:14
9. Mark Of The Beast 4:07

### Chapter Two
1. Torch of Freedom
2. Public Enemy
3. East of the River Nile
4. Rough & Smooth
5. Flaming Torch
6. Hotter Than Hot
7. Navarone Guns
8. Tuturing
9. Bone of Witch
10. Music Forever

## Zenészek
- Blacksteel, basszusgitár, gitár, billentyűsök
- Joe Richard, gitár, billentyű
- Phil Pratt, producer
- Lee Perry és Mad Professor, remix